# Je hais les blondes
Pour plus de détails, voir Fiche technique et Distribution.
Je hais les blondes (titre original : Odio le bionde) est un film franco-germano-italien réalisé par Giorgio Capitani, sorti en 1980.

## Fiche technique
- Titre français : Je hais les blondes
- Titre original : Odio le bionde
- Réalisation : Giorgio Capitani
- Scénario : Franco Marotta et Laura Toscano
- Musique : Piero Umiliani
- Pays d'origine :  Italie,  France et  Allemagne de l'Ouest
- Langue : italien
- Format : couleurs, mono
- Genre : comédie
- Date de sortie :
  - Italie : 29 octobre 1980

## Distribution
- Enrico Montesano (VF : Pierre Arditi) : Emilio Serrantoni
- Jean Rochefort (VF : lui-même) : Donald Rose
- Corinne Cléry : Angelica
- Marina Langner : Valeria
- Paola Tedesco : Teresa
- Ivan Desny : Mr. Brown
- Gigi Ballista : Psychiatre
- Anita Durante